# شکوفه‌ای‌ها
شکوفه‌ای‌ها (نام علمی: Euthalia) نام یک سرده از زیرخانواده دریابدها است.